# Lijst van Ceratophryidae
Onderstaand een lijst van alle soorten kikkers uit de familie Ceratophryidae. De lijst is gebaseerd op Amphibian Species of the World.
- Soort Ceratophrys aurita
- Soort Ceratophrys calcarata
- Soort Ceratophrys cornuta
- Soort Ceratophrys cranwelli
- Soort Ceratophrys joazeirensis
- Soort Ceratophrys ornata
- Soort Ceratophrys stolzmanni
- Soort Ceratophrys testudo
- Soort Chacophrys pierottii
- Soort Lepidobatrachus asper
- Soort Lepidobatrachus laevis
- Soort Lepidobatrachus llanensis